# Rudolf Molleker
Vous êtes invité à donner votre avis sur cette page de discussion, de manière argumentée en vous aidant notamment des critères d’admissibilité ou en présentant des sources extérieures et sérieuses.  
Après avoir apposé le modèle {{Admissibilité}} sur une page, suivez les étapes expliquées sur Wikipédia:Débat d'admissibilité/Aide :
| 1. | Créez la page de débat d'admissibilité.                                                                      | Sauvegardez d’abord la page pour l’initialiser puis indiquez votre motivation.         |
| 2. | Important : ajoutez une entrée dans la section Débat d'admissibilité du jour.                                | Utilisez ce texte : *{{L\|Rudolf Molleker}}                                            |
| 3. | Pensez à informer les contributeurs principaux de la page et les projets associés lorsque cela est possible. | Utilisez ce texte : {{subst:Avertissement débat d'admissibilité\|Rudolf Molleker}}~~~~ |

Rudolf Molleker, né le 26 octobre 2000 à Sievierodonetsk, est un joueur de tennis allemand.

## Biographie
Molleker est né en Ukraine à Sievierodonetsk mais n’y a pas vécu, en effet, il quitte son pays d’origine dès ses 3 ans pour rejoindre l’Allemagne. Rapidement attiré par le tennis, il rejoint l’Académie de Tennis Mouratoglou en France à Sophia Antipolis en 2018.

## Carrière
Molleker fait ses débuts en ATP en 2017 lors du Tournoi de tennis de Hambourg où il est éliminé au 1er tour par Karen Khachanov. Lors du tournoi de qualifications, il parvient à battre Casper Ruud et Leonardo Mayer.

### 2018: premier titre en ATP Challenger
En 2018, il est finaliste de l'Open d'Australie junior en double avec Henri Squire. Un an après sa première apparition en ATP, le joueur de tennis allemand de 17 ans remporte son 1er titre lors du tournoi de tennis de Heilbronn qu’il gagne battant en finale le Tchèque Jiří Veselý. La même année, il bat son compatriote Jan-Lennard Struff à Stuttgart avant d’être dominé par Lucas Pouille. Lors du tournoi de Hambourg, il bat l’ancien numéro 3 mondial, David Ferrer.

### 2019: arrivée dans le top 150 mondial et début en Grand Chelem
Molleker fait ses débuts en Grand Chelem lors de l’Open d'Australie 2019 où il est battu au 1er tour par Diego Schwartzman, 16e mondial. Lors des Internationaux de France, il est éliminé au 1er tour par Alexander Bublik en quatre sets. Il échoue en final du Challenger de Poznań face à Tommy Robredo.

### 2020-2024: baisse des performances mais maintient dans le top 300 mondial
En 2023, il remporte le tournoi de Prague face au Français Gabriel Debru.

### 2025: sortie du top 300 mondial
En mars 2025, Molleker sort du top 300 mondial, une première depuis 2022.

## Palmarès sur le circuit Challenger
| Résultat | Date      | Tournoi              | Surface      | Adversaire    | Score         |
| -------- | --------- | -------------------- | ------------ | ------------- | ------------- |
| Victoire | Mai 2018  | Heilbronn, Allemagne | Terre battue | Jiří Veselý   | 4-6, 6-4, 7-5 |
| Défaite  | Juin 2019 | Poznań, Pologne      | Terre battue | Tommy Robredo | 7-5, 4-6, 1-6 |
| Victoire | Août 2023 | Prague, Tchéquie     | Terre battue | Gabriel Debru | 6-2, 6-2      |

## Classements mondiaux en fin de saison
| Année          | 2016 | 2017 | 2018 | 2019 | 2020 | 2021 | 2022 | 2023 | 2024 |
| Rang en simple | 1060 | 566  | 207  | 164  | 217  | 379  | 333  | 201  | 268  |
| Rang en double | –    | 1162 | 1617 | 552  | 610  | 398  | 1089 | 773  | 667  |

Source : (en) Classements de Rudolf Molleker sur le site officiel de la Fédération internationale de tennis